# جوزايه وارين
جوزايه وارين (بالإنجليزية: Josiah Warren)‏ (1798-14 أبريل 1874)، أناركي فرداني أمريكي، ومخترع، وموسيقي، وطابع، ومؤلف. يعتبره البعض أول لاسلطوي (أناركي) أمريكي (على الرغم من أن وارين لم يستخدم مصطلح الأناركية بنفسه أبدًا)، وكانت الورقة الأسبوعية ذات الأربع صفحات التي حررها خلال عام 1833، الثوري السلمي، أول مجلة دورية أناركية منشورة، وبنى لأجل هذا المشروع مطبعته الخاصة، وصاغ أسلوبه الخاص، وصنع ألواح الطباعة الخاصة به.

## حياته

### النشأة
وُلد وارين في بوسطن، ماساتشوستس، عام 1798، وهو من نسل جون وارين (1555-1613)، شقيق راكب سفينة المايفلاور ريتشارد وارين. أظهر موهبة مبكرة في الموسيقى وكان عضوًا في «فرقة لواء بوسطن القديمة» في سن مبكرة. في عام 1819، تزوج من كارولين كاوينغ (1795–1872) ثم انتقل إلى سينسيناتي بولاية أوهايو، حيث عمل كمدرس موسيقى وقائد أوركسترا. أنجبا طفلين، كارولين (1820-1850) وجورج (1826-1902)، وكتب جورج ذكرى لوالده، يمكن العثور عليها في مكتبة لابادي في جامعة ميشيغان. اخترع مصباح حرق الشحم في عام 1821 وصنّع اختراعه لعدد من السنوات في سينسيناتي.

### الأوينية ونيو هارموني
في عام 1825، وعى وارين «بالنظام الاجتماعي» لروبرت أوين وبدأ في التحدث مع الآخرين في سينسيناتي حول تأسيس مستعمرة شيوعية. حين فشلت هذه المجموعة في التوصل إلى اتفاق بشأن شكل وأهداف مجتمعهم المقترح، باع وارين «مصنعه بعد عامين فقط من العمل، وجهز عائلته الصغيرة، وأخذ مكانه كواحد من نحو 900 أويني ممن قرروا أن يصبحوا جزءًا من السكان المؤسسين لنيو هارموني، إنديانا». بدأت محاولة إنشاء مستعمرة سينسيناتي دون تدخل وارين، لكنها فشلت. سافر وارين بقارب مسطح من سينسيناتي، ووصل إلى نيو هارموني في بدايات مايو 1825. وبحلول عام 1827، عاد إلى سينسيناتي، مقتنعًا بأن الانفراد الكامل للمصالح ضروري للتعاون. اعتبر تجربة أوين «شيوعية»، ورفضها رفضًا قاطعًا، لكنه كنّ احترامًا كبيرًا ودائمًا لروبرت أوين وأبنائه. تشهد إحدى كتاباته المبكرة، التي نُشرت في مسيرة العقل عام 1827، على ذلك، بالإضافة إلى كتاباته اللاحقة.

### سينسيناتي ويوتوبيا
وضع نظرياته قيد الاختبار عبر إنشاء «متجر تجريبي لتبادل العمل» سُمي متجر سينسيناتي تايم في وسط مدينة سينسيناتي، والذي سهل التجارة عبر أوراق نقدية مدعمة بتعهد بتنفيذ الأعمال. كان أول متجر يستخدم ورقة نقدية لتبادل العمل. «عُرضت جميع السلع المعروضة للبيع في متجر وارين بالسعر الذي قدمه التاجر نفسه، مع وجود رسوم إضافية صغيرة تتراوح بين 4 إلى 7 بالمئة، لتغطية مصروفات المتجر». بين 1827 و1830، أثبت المتجر نجاحه في البداية. أغلق وارين المتجر لمتابعة إنشاء مستعمرات على أساس التبادلية الاقتصادية، منها «يوتوبيا» و«مودرن تايمز».

### حياته اللاحقة ووفاته
عاد وارن لاحقًا إلى منطقة بوسطن. من عام 1864 إلى 1869، أقام في كليفتونديل، ماساتشوستس، حيث حاول مرتين إنشاء مدينة تبادلية. عاد إلى بوسطن وبقي فيها حتى وفاته.
توفي وارن في 14 أبريل 1874 في تشارلستون في منزل صديق بعد أن أُصيب بوذمة.